# Reindeer Islands
Reindeer Islands är öar i Kanada.   De ligger i territoriet Northwest Territories, i den nordvästra delen av landet, 4 200 km nordväst om huvudstaden Ottawa. Arean är 5,6 kvadratkilometer.
Terrängen på Reindeer Islands är mycket platt. Öns högsta punkt är 16 meter över havet. Den sträcker sig 3,6 kilometer i nord-sydlig riktning, och 3,1 kilometer i öst-västlig riktning.